# تپه‌های باستانی گورسفید
تپه‌های باستانی گورسفید مربوط به پیش از اسلام است و در شهرستان فیروز کوه، بخش مرکزی، روستای گور سفید واقع شده و این اثر در تاریخ ۱۹ اسفند ۱۳۸۰ با شمارهٔ ثبت ۴۹۱۳ به‌عنوان یکی از آثار ملی ایران به ثبت رسیده است.